# Кривохижа, Анатолий Михайлович
Анатолий Михайлович Кривохижа (укр. Анатолій Михайлович Кривохижа; 1 декабря 1925, Копанки, Зиновьевский округ — 29 января 2025, Кропивницкий) — украинский советский культурный деятель и педагог, основатель заслуженного ансамбля танца Украины «Ятрань» и академического театра народной музыки, песни и танца «Зоряны». Народный артист Украинской ССР (1973), доцент, почётный гражданин города Кропивницкого.

## Биография
Родился в селе Копанки.
В 1957 году окончил факультет физического воспитания по специальности «Физическое воспитание» Омского государственного педагогического института физической культуры. В том же году основал ансамбль танца Украины «Ятрань», в котором работал как собиратель и пропагандист народного хореографического искусства в течение многих лет. За время работы в ансамбле осуществил много хореографических постановок («Ятранські ігри», «Поворотня», «Колядки»).
В 1967 году Кривохиже было присвоено звание заслуженного деятеля искусств Украины, в 1971 году он был награждён орденом Ленина, в 1973 году получил звание народного артиста Украины.
В 1986 году организовал академический театр народной музыки, песни и танца «Зоряны» Кировоградской областной филармонии.
Начиная с 1997 года стал работать в Кировоградском педагогическом университете имени Владимира Винниченко (КГПУ им. Винниченко).
В 1998 году стал почётным гражданином города Кировограда (ныне Кропивницкий).
С 2002 года — доцент кафедры хореографических дисциплин КГПУ им. Винниченко. Преподавал дисциплины: «Искусство балетмейстера», «Подготовка концертных номеров», «Народоведение и хореографический фольклор Украины».
Был избран членом правления Национального хореографического союза Украины и главным консультантом по использования фольклорно-этнографических материалов в хореографическом искусстве.
С 1997 года — на должности главного балетмейстра Академического театра музыки, песни и танца «Зоряны» Кировоградской областной филармонии.
Скончался 29 января 2025 года в возрасте 99 лет.

## Награды
- орден Богдана Хмельницкого III степени (14.10.1999)
- орден Отечественной войны II степени (11.03.1985)
- орден Трудового Красного Знамени (24.11.1960)
- Почётное отличие Министерства культуры и туризма Украины
- медаль «Павел Вирский» (2003)
- Грамоты Верховной Рады Украины (1984, 2005)
- почётный знак «Честь и слава Кировоградщины» (2006)